# 리누 파시올리
리누 파시올리(포르투갈어: Lino Facioli, 2000년 7월 29일 ~ )는 브라질의 배우이다.